# 1908 في إسبانيا
فيما يلي قوائم الأحداث التي وقعت خلال عام 1908 في إسبانيا.

## سياسة

### تعيين في المنصب
- 1 يناير – سانتياغو رامون إي كاخال عضو مجلس الشيوخ الإسباني  [لغات أخرى]‏.

## مواليد

### أبريل
- 16 أبريل – لوتشيانو مونتيرو درّاج طريق إسباني.

### مايو
- 11 مايو – أغوستن ساوتو أرانا لاعب كرة قدم إسباني.

### يونيو
- 5 يونيو – بيدرو أريكو سواريز لاعب كرة قدم أرجنتيني.
- 23 يونيو – خايمي

### يوليو
- 1 يوليو – لويس ريغيرو لاعب كرة قدم إسباني.

### أكتوبر
- 10 أكتوبر – ميرسة رودوريدة
- 22 أكتوبر – خوسيه أسكوبار سالينتا فنان قصص مصورة إسباني.

### ديسمبر
- 11 ديسمبر – كارلوس آرياس نابارو سياسي إسباني.

## وفيات

### فبراير
- 7 فبراير – كوروس إنريكيث (مواليد 1851) كاتب إسباني.

### مارس
- 31 مارس – فرانسيسك أليو (مواليد 1862) ملحن إسباني.

### سبتمبر
- 20 سبتمبر – نيكولاس سالميرون (مواليد 1838)